# Louis Henri François de Marcé
Louis Henri François de Marcé   (Chinon, 12 de juny de 1731 - París, 29 de gener de 1794) va morir guillotinat el 29 de gener de 1794 a París, fou un general de divisió de la Revolució Francesa.

## Biografia
Va començar la seva carrera al regiment Crillon, que es va convertir en Tour du Pin als 13 anys. Va ser ajudant general de les cases de l'exèrcit del rei a Còrsega, així com tinent-coronel del regiment dels granaders reials d'Artois. És titular de la Creu del Cavaller de Sant Lluís.
El 26 de juny de 1771 es va casar a Chinon, Catherine Louise Le Roy de la Sauvagère.
Va ser nomenat Coronel del Invàlids el dia (29 de febrer 1769), i mariscal de camp el 21 de setembre de 1788. Va ser ascendit a major general, en 13 de maig de 1792 i en 1793 va ser assignat a l'Exèrcit Occidental com a comandant de la 12ª divisió militar.
Durant aquesta tasca es lluita contra els vendeans i es produeix, després d'alguns èxits, la derrota de les seves tropes a Pont-Charrault. Aquest episodi no el va perdonar i el tribunal revolucionari de París el va acusar de traïció.
Va ser condemnat a mort pel tribunal revolucionari de París i va ser guillotinat 29 de gener de 1794, convençut d'haver participat, en els dies 14 i 19 de març, en maniobres tendents a afavorir la revolta i els projectes de les revoltes a Vendée.

## Posterioritat
Un carrer porta el seu nom a l'antiga comuna de Saint-Philbert-du-Pont-Charrault, ara adscrita a Chantonnay (Vendée).